# Elymnias sumbana
Elymnias sumbana är en fjärilsart som beskrevs av Hans Fruhstorfer 1901. Elymnias sumbana ingår i släktet Elymnias och familjen praktfjärilar. Inga underarter finns listade i Catalogue of Life.